# (19066) Ellarie
(19066) Ellarie est un astéroïde de la ceinture principale.

## Description
(19066) Ellarie est un astéroïde de la ceinture principale. Il fut découvert le 29 septembre 1973 à Palomar par Cornelis Johannes van Houten, Ingrid van Houten-Groeneveld et Tom Gehrels. Il présente une orbite caractérisée par un demi-grand axe de 2,72 UA, une excentricité de 0,06 et une inclinaison de 3,6° par rapport à l'écliptique.

## Compléments